# 基督坐在经师中间 (乔托)
《基督坐在经师中间》（Gesù tra i dottori）是乔托的一幅湿壁画，尺寸为 200 x 185厘米，绘制于1303-1305年，位于意大利帕多瓦帕多瓦斯克罗威尼小堂左侧墙的角落，是基督生平组画的一部分，紧挨着后墙的《最后的审判》。
故事发生在耶路撒冷圣殿内，12岁的耶稣穿着红色衣服，与十位留着胡子的经师讨论宗教和哲学，祂的父母若瑟和玛利亚担心地找到这里，惊讶地发现了这一情况。

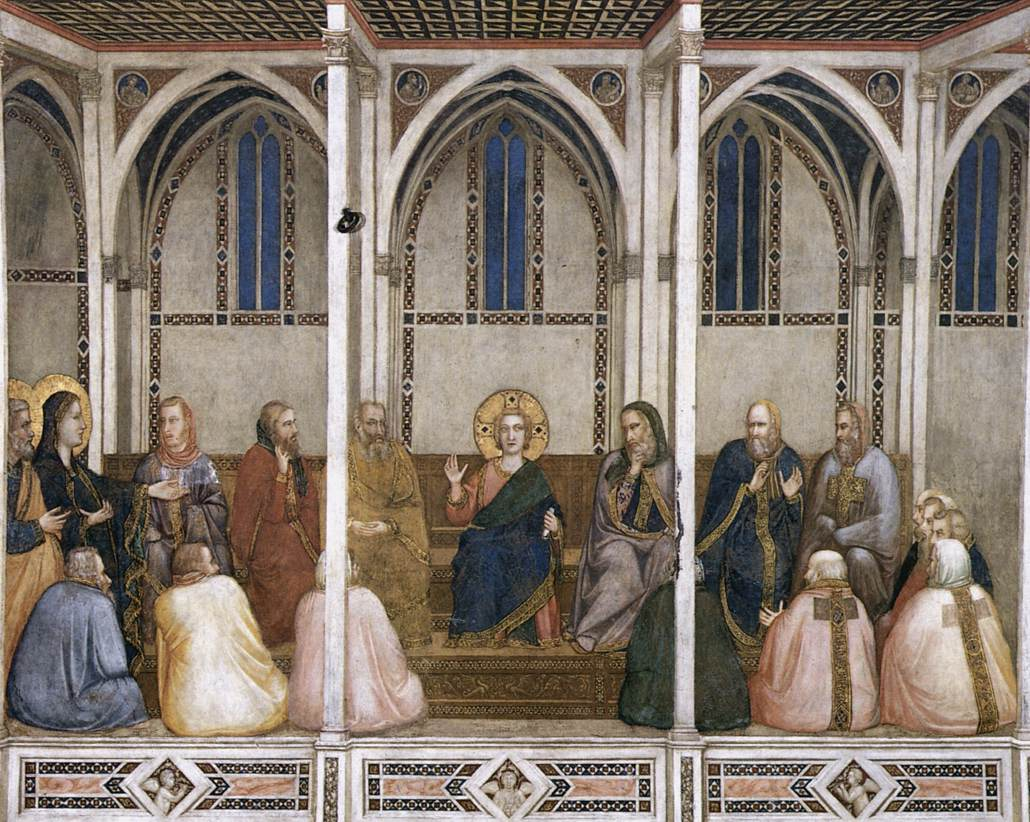
乔托在阿西西的同一题材作品